# چندی جونز
چندی جونز (انگلیسی: Chandi Jones؛ زادهٔ ۲۵ مارس ۱۹۸۲) بازیکن بسکتبال اهل ایالات متحده آمریکا است.
وی در مسابقات کشوری و بین‌المللی در مجموع برندهٔ ۱ مدال طلا شده‌است.